# Padaküla
Padaküla  est un village de la Commune de Rakke du Comté de Viru-Ouest en Estonie.
La localité est mentionnée sous le nom de Peddakül  en 1798 par le cartographe Ludwig August Mellin dans son Atlas de la Livonie.

## Source
- (et) Cet article est partiellement ou en totalité issu de l’article de Wikipédia en estonien intitulé « Padaküla » (voir la liste des auteurs).